# Oligochaeta (botanica)
Oligochaeta K.Koch, 1843 è un genere di piante angiosperme dicotiledoni della famiglia delle Asteraceae.

## Descrizione
Le specie di questo genere sono piante erbacee annuali prive di spine e minutamente ghiandolose.
Le foglie lungo il caule sono disposte in modo alterno, hanno una lamina dentata o dentato-pennatifida.
Le infiorescenze si compongono di capolini omogami solitari. I capolini sono formati da un involucro a forma da cilindrica a ovoidale composto da brattee (o squame) all'interno del quale un ricettacolo fa da base ai fiori tutti tubulosi. Le brattee dell'involucro, disposte su più serie in modo embricato, sono di varie forme; hanno delle appendici a forma triangolare, con margini ialini lungamente decorrenti e terminanti in una piccola spinescenza lanosa. Il ricettacolo normalmente è sericeo.
I fiori sono tutti del tipo tubuloso. I fiori sono tetra-ciclici (ossia sono presenti 4 verticilli: calice – corolla – androceo – gineceo) e pentameri (ogni verticillo ha 5 elementi). I fiori in genere sono ermafroditi e actinomorfi.
- Formula fiorale:

- /x K {\displaystyle \infty }, [C (5), A (5)], G 2 (infero), achenio

- Calice: i sepali del calice sono ridotti ad una coroncina di squame.
- Corolla: la corolla in genere è colorata di rosa-porpora o biancastro.
- Androceo: gli stami sono 5 con filamenti liberi, glabri e papillosi, mentre le antere sono saldate in un manicotto (o tubo) circondante lo stilo.[8]
- Gineceo: lo stilo è filiforme; gli stigmi dello stilo sono due divergenti e molto lunghi. L'ovario è infero uniloculare formato da 2 carpelli.

Il frutto è un achenio con pappo. Gli acheni sono dimorfici: quelli esterni sono compressi dorsoventralmente; quelli interni hanno forme obconiche e compressi lateralmente; sono lisci o debolmente costati e rugosi. La superficie ha piccole areole contenenti del elaisoma rudimentale. Il pericarpo dell'achenio è sclerificato; alla sommità l'achenio è provvisto di un anello apicale. Il pappo (normalmente deciduo) è inserito in un anello parenchimatico sulla piastra apicale ed è doppio: quello esterno è formato da setole scabre; quello interno è più lungo e le setole sono più larghe. L'ilo è basale.

## Biologia
- Impollinazione: l'impollinazione avviene tramite insetti (impollinazione entomogama).
- Riproduzione: la fecondazione avviene fondamentalmente tramite l'impollinazione dei fiori (vedi sopra).
- Dispersione: i semi cadendo a terra (dopo essere stati trasportati per alcuni metri dal vento per merito del pappo – disseminazione anemocora) sono successivamente dispersi soprattutto da insetti tipo formiche (disseminazione mirmecoria).

## Distribuzione
Le specie di questo genere si trovano dall'Anatolia all'India.

## Tassonomia
La famiglia di appartenenza di questa voce (Asteraceae o Compositae, nomen conservandum) probabilmente originaria del Sud America, è la più numerosa del mondo vegetale, comprende oltre 23.000 specie distribuite su 1.535 generi, oppure 22.750 specie e 1.530 generi secondo altre fonti (una delle checklist più aggiornata elenca fino a 1.679 generi). La famiglia attualmente (2021) è divisa in 16 sottofamiglie.
La tribù Cardueae (della sottofamiglia Carduoideae) a sua volta è suddivisa in 12 sottotribù (la sottotribù Centaureinae è una di queste).

### Filogenesi
La classificazione della sottotribù rimane ancora problematica e piena di incertezze. Il genere di questa voce è inserito nel gruppo tassonomico informale Rhaponticum Group formato da 7 generi. La posizione filogenetica di questo gruppo nell'ambito della sottotribù è abbastanza "basale" tra i gruppi informali Volutaria Group e Serratula Group.
Il numero cromosomico delle specie di questo genere è: 2n = 28.

### Elenco delle specie
Il genere comprende le seguenti 3 specie:
- Oligochaeta divaricata (DC.) K.Koch
- Oligochaeta minima  (Boiss.) Briq.
- Oligochaeta tomentosa  Czerep.